# Camila Mendes
Camila Carraro Mendes, född 29 juni 1994 i Charlottesville, Virginia, är en amerikansk skådespelerska och sångerska. Hon är mest känd för att ha framställt Veronica Lodge i TV-serien Riverdale.

## Biografi
Mendes föräldrar är från Brasilien. Hennes mor kommer från Porto Alegre, Rio Grande do Sul, medan hennes far är från Brasília. Hon flyttade 16 gånger när hon växte upp men tillbringade större delen av sin barndom i Florida. Vid 10 års ålder bodde hon i Brasilien ett år.
I maj 2016 tog Mendes examen från New York University. När hon var där blev hon vän med sångerskan Maggie Rogers. År 2018 framställde Mendes i musikvideon för Rogers låt "Give a Little".

## Karriär
Mendes första skådespelarjobb var en reklam för IKEA.
År 2016 rollbesattes Mendes som "vältaliga gymnasieeleven" Veronica Lodge i The CW:s dramaserie Riverdale,en subversiv uppfattning om Archie Comics.
Mendes dök upp på omslaget till Cosmopolitan i februari 2018. I mars 2018 fick Mendes rollen i den romantiska komedin The Perfect Date tillsammans med Laura Marano och Matt Walsh. Filmen släpptes på Netflix den 12 april 2019. År 2020 spelade hon i den kritikerrosade sci-fi/komedin Palm Springs, som släpptes i juli på Hulu.

## Privatliv
Mendes har sagt att hon har utsatts för diskriminering i Hollywood, och att när hon provspelat för karaktärer med latinamerikansk bakgrund har hon fått höra "Du ser inte Latina nog ut." Mendes är en amerikan av brasiliansk härkomst och identifierar sig själv som latinamerikansk. Hon talar flytande portugisiska.

## Filmografi

### Film
| År   | Titel             | Roll           | Anmärkning              |
| ---- | ----------------- | -------------- | ----------------------- |
| 2019 | The Perfect Date  | Shelby Pace    | Netflix film            |
| 2020 | Palm Springs      | Tala           |                         |
| 2020 | Dangerous Lies    | Katie Franklin | Netflix film            |
| 2022 | Do Revenge        | Drea Torres    | Netflix film            |
| 2024 | Upgraded          | Ana Santos     | Även exekutiv producent |
| 2024 | Música            | Isabella       | Även exekutiv producent |
| 2024 | Griffin in Summer | i.u.           | Producent               |

### TV
| År        | Titel     | Roll              | Anmärkning                             |
| --------- | --------- | ----------------- | -------------------------------------- |
| 2017–2023 | Riverdale | Veronica Lodge    | Huvudroll                              |
| 2020      | Simpsons  | Tessa Rose (röst) | Avsnitt: "The Hateful Eight-Year-Olds" |